# Оскар Фигероа
Оскар Албеиро Фигероа Москера (шп. Oscar Albeyro Figueroa Mosquera; Сарагоса, 27. април 1983) је колумбијски дизач тегова. Четири пута је учествовао на Олимпијским играма. У Атини 2004. зазузео је 5. место, у Пекингу 2008. повреда га је спречила да забележи резултат, а у Лондону 2012. освојио је сребрну медаљу у категорији до 62 килограма. У Рио де Жанеиру 2016. окитио се златном медаљом што је била друга златна олимпијска медаља за колумбијско дизање тегова. На Светском првенству 2006. освојио је сребрну медаљу, а 2013. бронзану. На Панамеричким играма тријумфовао је 2011. и 2015. 

## Спољашњи извори
- Оскар Фигероа на сајту Sports-Reference.com (архивирано)